# Zheng He
Zheng He — потужний фрезерний земснаряд (cutter suction dredger).

## Характеристики
Судно спорудили на замовлення відомої бельгійської компанії Jan De Nul у 2010 році на хорватській верфі Uljanik Brodogradiliste у Пулі. Земснаряд, названий на честь відомого середньовічного китайського мандрівника, належав до серії із чотирьох однотипних суден, до якої також відносяться «Ibn Batutta», «Fernão de Magalhães» та «Niccolò Machiavelli».
Силова установка, яка має загальну потужність 23,5 МВт, включає три головні двигуни MAN B&W 6L48/60B по 7,2 МВт.
Пересування до місця виконання робіт здійснюється зі швидкістю до 13 вузлів, що забезпечується приводом із двох моторів по 3,5 МВт (судно відноситься до дизель-електроходів).
Земснаряд призначений для робіт на глибинах від 5,5 до 35 метрів. Привід його фрези має потужність 7 МВт, а для видалення розрихленого нею ґрунту використовується занурений насос потужністю 4,25 МВт та два розміщені на борту насоси по 5 МВт. Вибірка та вивантаження ґрунту відбувається за допомогою труб діаметром по 0,9 метра.
На борту забезпечується проживання 46 осіб.

## Завдання судна
Невдовзі після спорудження, з грудня 2010-го по лютий 2011-го, судно працювало у іспанському середземноморському порту Таррагона. Тут воно повинно було вибрати біля 2 млн м3 ґрунту з місця розширення Хімічних Доків та використати їх для відсипки основи нових споруд Андалусійських Доків, де провадили розширення контейнерного терміналу.
Згодом Zheng He задіяли у порту Тутікорін на узбережжі південноіндійського штату Тамілнад (Манарська затока). Разом із іншим фрезерним земснарядом J.F.J. De Nul він мав вилучити 3,4 млн м3 твердих та особливо твердих ґрунтів із підхідного каналу та басейну розвороту. Роботи завершили у серпні 2011-го.
В подальшому Zheng He став одним із численних земснарядів, які Jan De Nul залучила до робіт у В'єтнамі, де в північно-центральній провінції Хатінь у індустріальній зоні Вунг-Анг планувалось спорудження металургійного комбінату компанії Formosa Ha Tinh Steel Corporation. Для обслуговування комплексу призначався глибоководний порт, через який повинні передусім здійснюватись вивіз металопродукції та імпорт вугілля (як коксівного, так і енергетичного, необхідного для спорудженої одночасно з комбінатом теплової електростанції потужністю 2,15 ГВт). Всього тут належало вибрати 80 млн м3 ґрунту, прокласти підхідний канал довжиною 8 км та глибиною до 27 метрів і створити гавань з глибинами до 24 метрів. Роботи завершились лише в 2013-му (у цьому році разом із Zheng He тут працював однотипний фрезерний земснаряд Ibn Batutta, а також землесосні Vasco Da Gama та Juan Sebastian De Elcano).
На першу половину 2015 року Zheng He задіяли у значно відомішому проекті — спорудженні другого Суецького каналу. Тут працювало більше двох десятків земснарядів, у тому числі сім фрезерних (включаючи однотипні «Ibn Battuta» та «Fernão de Magalhães»).
У вересні-жовтні 2015-го земснаряд провів роботи з намиву в межах проекту контейнерного терміналу  T4 у порту Джебель-Алі, емірат Дубаї (над цим же проектом працювали землесоси Leiv Erikssson та Queen of the Netherlands). Слідом за цим судно пройшло ремонт з певними елементами модернізації на розташованій неподалік катарській верфі Nakilat-Keppel Offshore & Marine (N-KOM).
На початку 2016-го земснаряд знову провів кілька місяців у Джебель-Алі, де працював над днопоглибленням акваторії терміналу Т1.
В кінці червня 2016-го Zheng He опинився у Північному Льодовитому океані, де мав узяти участь в роботах по спорудженню на півострові Ямал порту Сабетта, призначеного для вивозу продукції заводу зі зрідження природного газу Ямал ЗПГ. Протягом більшої частини року тут стоять суворі льодові умови, що залишає для земснарядів лише невелике вікно з липня по жовтень та змушує відправляти сюди цілі експедиції, котрі можуть швидше виконати належний об'єм робіт (вперше Jan de Nul відправила такий караван у 2013 році, залучивши одразу 8 земснарядів, включаючи такі великі судна, як Leonardo Da Vinci, Niccolo Machiavelli та Bartolomeu Diaz). Внесок Zheng He у 2016 році полягав у вилученні 3,4 млн м3 піщаних та 1,7 млн м3 вічномерзлих ґрунтів.
2017 року Zheng He виконав кілька завдань біля узбережжя Північної Африки. У марокканському середземноморському порту Надор він працював над створенням нового контейнерного терміналу (проект Nador West Med Port). Роботи біля узбережжя сусіднього Алжиру також мали за мету розвиток контейнерних перевезень. Тут в порту Djen Djen було потрібно поглибити акваторію (включаючи басейн розвороту) та довести до 19 метрів трикілометровий підхідний канал. Завдання у Алжирі окрім Zheng He виконував землесосний снаряд Vasco da Gama.
У жовтні 2019-го земснаряд прибув до атлантичного порту Нуадібу на узбережжі Мавританії, через який здійснюється експорт великих об'ємів залізної руди. Порту запланували надати можливість приймати судна тонажністю до 250 тисяч тон, для чого необхідно збільшити глибини до 20,3 метра. Розрахований на рік проект передбачав вилучення 21,6 млн м3 породи, для чого "Zheng He" мав здійснювати подрібнення пісчаників своєю фрезою, а землесосний снаряд "Leiv Eiriksson" прзначався для вилучення ґрунту та його відвозу. В цей же період між кінцем лютого та квітнем 2020-го "Zheng He" мав виконати днопоглиблювальні роботи в іншій західно-африканській країні Гані в порту Такораді.
З листопада 2020-го по лютий 2021-го "Zheng He" працював у іспанському порту Таррагона, де він мав намити 0,6 млн м3 для нового доку для круїнх суден (Proyecto Constructivo Del Muelle Baleares).
В червні 2022-го земснаряд прибув до узбережжя Гаяни для спорудження підхідного каналу довжиною 8 миль, що обслуговуватиме діяльність закладеної в усті річки Демерара бази нафтогазової промисловості (варто відзначити, що завдяки успішним геологорозвідувальним роботам в другій половині 2010-х Гаяна почала перетворюватись на один з центрів світової нафтової промисловості). Окрім "Zheng He" до робіт залучили малі землесосні снаряди "Pinta" та "De Bougainville", а восени прибув потужний землесосний снаряд "Galileo Galilei".
З січня по червень 2023-го земснаряд вконував днопоглиблювальні роботи в мексиканському порту Альтаміра (узбережжя Мексиканської затоки дещо північніше від Тампіко).
В другій половині 2023-го "Zheng He" узявся за робот на Багамах. Враховуючи наближення піку сезону ураганів вирішили перечекати цей час у Мексиці з поверненням на Багами у грудні 2023-го. Втім, в порту Тампіко земснаряд був аршетований на вимогу мексиканської податкової служби. Хоча у березні 2024 року суд виніс рішення на користь Jan De Nul, станом на серпень 2024-го "Zheng He" все ще залишався під арештом.